# Willard (Utah)
Willard is een plaats (city) in de Amerikaanse staat Utah, en valt bestuurlijk gezien onder Box Elder County.

## Demografie
Bij de volkstelling in 2000 werd het aantal inwoners vastgesteld op 1630.
In 2006 is het aantal inwoners door het United States Census Bureau geschat op 1674, een stijging van 44 (2.7%).

## Geografie
Volgens het United States Census Bureau beslaat de plaats een oppervlakte van
18,7 km², waarvan 14,7 km² land en 4,0 km² water. Willard ligt op ongeveer 1331 m boven zeeniveau.

## Plaatsen in de nabije omgeving
De onderstaande figuur toont nabijgelegen plaatsen in een straal van 16 km rond Willard.